# Helga Viira
Helga Viira (bis 1940 Helga Pedusaar, 1940–1949 Helga Kross, * 25. Mai 1920 in Tallinn; † 7. März 2002 ebenda) war eine estnische Übersetzerin, die hauptsächlich estnische Literatur ins Deutsche übertrug.

## Leben und Werk
Helga Viira machte 1938 in Tallinn Abitur und studierte anschließend an der Universität Tartu deutsche Philologie. Sie unterbrach ihr Studium mehrmals und schloss es erst 1952 ab. Während der deutschen Besetzung Estlands im Zweiten Weltkrieg (1941–1944) war sie Dolmetscherin beim Rundfunk, von 1950 bis 1962 war sie Lektorin beim Estnischen Staatsverlag. Von 1955 bis 1980 war sie Deutschlektorin an verschiedenen Tallinner Hochschulen.
Helga Viira war von 1940 bis 1949 mit dem estnischen Schriftsteller Jaan Kross verheiratet und seit 1974 Mitglied des Estnischen Schriftstellerverbandes.

## Übersetzungen (Auswahl)
- Aimée Beekman: Kartoffelschellen oder Die letzten Ehetage von Benita und Joss. Verlag Volk und Welt / Kultur und Fortschritt, Berlin 1973.[2]
- Jaan Kross: Das Leben des Balthasar Rüssow (1. und 2. Buch). Rütten & Loening, Berlin 1986.
- Jaan Kross: Der Verrückte des Zaren. Rütten & Loening, Berlin 1988.
- Jaan Kross: Professor Martens’ Abreise. Hanser, München/Wien 1992.
- Jaan Kross: Die Frauen von Wesenberg oder Der Aufstand der Bürger. Hanser, München/Wien 1997.
- Eno Raud: Drei lustige Gesellen 1–4. Tallinn 1975–1983.